# هيرواكي ساتو
هيرواكي ساتو (佐藤 弘明) (ولد 5 فبراير 1932 - 1 يناير 1988) هو لاعب كرة قدم ياباني شارك في دورة الألعاب الأولمبية الصيفية عام 1956 في ملبورن.

## روابط خارجية
1. ↑  "Hiroaki Sato Biography and Statistics". Sports Reference. مؤرشف من الأصل في 2018-05-27. اطلع عليه بتاريخ 2009-10-27.

- هيرواكي ساتو على موقع ناشيونال فوتبول تيمز (الإنجليزية)
- هيرواكي ساتو على موقع عالم كرة القدم.نت (الإنجليزية)
- هيرواكي ساتو على موقع أوليمبيديا (الإنجليزية)